# Cathy Moriarty
Cathy Moriarty (Bronx, 29 de novembro de 1960) é uma atriz estadunidense.

## Biografia
Cathy estreou no cinema no filme de Martin Scorsese, Raging Bull (1980). Em sua longa carreira, atuou em grandes blockbuster, como Kindergarten Cop (1990), Another Stakeout (1993), Casper (1995), Foxfire (1996), Cop Land (1997), Analyze That (2002), The Bounty Hunter (2010) ou Rob the Mob (2014). Com o longa-metragem de estréia ("Raging Bull", de 1980), foi indicada ao Óscar de atriz coadjuvante de 1981 no papel de Vikki LaMotta.
Também trabalha em produções para a televisão, atuando em séries como Wiseguy, Tales from the Crypt, Law & Order ou Law & Order: Criminal Intent. Em "Tales from the Crypt", ganhou o CableACE Award de melhor atriz em série dramática.